# ماسیمیلیانو کارلتی
ماسیمیلیانو کارلتی (انگلیسی: Massimiliano Carletti؛ زادهٔ ۸ نوامبر ۱۹۷۳) بازیکن فوتبال اهل ایتالیا است.